# NGC 2080
NGC 2080 – mgławica emisyjna znajdująca się w konstelacji Złotej Ryby, w odległości około 170 000 lat świetlnych od Ziemi. Została odkryta 24 grudnia 1834 roku przez Johna Herschela. Być może w 1826 roku obserwował ją też James Dunlop.
Mgławica NGC 2080 jest położona w galaktyce karłowatej Wielki Obłok Magellana, która jest satelitą Drogi Mlecznej. NGC 2080 jest obszarem gwiazdotwórczym rozciągającym się na 50 lat świetlnych.